# Representante Especial del Secretario General en Kosovo
El Representante Especial del Secretario General en Kosovo (RESG) es el dirigente principal de la Misión de Administración Provisional de las Naciones Unidas en Kosovo (MINUK) establecida por las Naciones Unidas.
El RESG dirige en nombre del Secretario General de las Naciones Unidas la misión de paz establecida en el territorio de Kosovo, luego de la guerra en dicha zona entre 1998.
Este cargo ha sido ejercido por las siguientes personas:
| Nombre                 | Nacionalidad | Periodo     |
| Bernard Kouchner       | Francia      | 1999 - 2001 |
| Hans Haekkerup         | Dinamarca    | 2001        |
| Michael Steiner        | Alemania     | 2001 - 2003 |
| Harri Hermanni Holkeri | Finlandia    | 2003 - 2004 |
| Søren Jessen-Petersen  | Francia      | 2004 - 2006 |
| Joachim Rücker         | Alemania     | 2006 - 2008 |
| Lamberto Zannier       | Italia       | 2008 - 2011 |
| Farid Zarif            | Afganistán   | Desde 2011  |